# Fronteira Croácia–Sérvia
A fronteira entre a Croácia e a Sérvia é uma linha sinuosa de 217 km, na direção norte-sul, que separa o extremo leste da Croácia do território da Sérvia (na Voivodina). Na Croácia passa por Sírmia e Osijek.
Ao norte, a linha divisória inicia na fronteira tríplice Sérvia-Croácia-Hungria, e vai, ao longo do rio Danúbio, até outro ponto triplo dos dois países, agora com a Bósnia e Herzegovina (na República Sérvia), junto da cidade sérvia de Bačka Palanka.
Foi oficializada como fronteira entre dois países independentes em 1999, com a dissolução da Iugoslávia.
Os dois países mantêm um diferendo relativo à definição da fronteira no Danúbio: para a Sérvia, é o talvegue que serve de delimitação, enquanto a Croácia defende que os limites cadastrais, que remontam à época em que o curso do rio era diferente (por causa de meandros e construção de obras hidráulicas no século XIX), devem ser a base do traçado fronteiriço. Esta querela faz com que a Croácia reclame vários terrenos do lado oriental do Danúbio, enquanto do lado ocidental há uma zona que não é reivindicada por nenhum país (terra nullius). Este terreno, sem habitantes e com 7 km2 de área, foi em abril de 2015 proposto como território da micronação Liberland.
O mais importante território em disputa fica na vizinhança de Apatin, enquanto a ilha de Šarengrad e a ilha de Vukovar são referidas como particularmente delicadas partes da disputa. Outras partes em discórdia ficam perto de Bačka Palanka e no município de Sombor, na tríplice fronteira Sérvia-Croácia-Hungria.

Reivindicações dos dois países na região de Bačka e Baranja (em amarelo, sob controlo da Sérvia e reclamadas pela Croácia) e terra nullius (em verde, sob controlo da Croácia e não reclamadas por nenhum dos estados).
Evolução da fronteira na Sírmia e reivindicações em torno de Vukovar.